# Hoyos del Espino
Hoyos del Espino ist ein Ort und eine zentralspanische Berggemeinde (municipio) mit nur noch 344 Einwohnern (Stand: 2024) in der Provinz Ávila in der Autonomen Region Kastilien-León.

## Lage und Klima
Der ca. 1490 m hoch gelegene Bergort Hoyos del Espino liegt im Norden des maximal 2592 m hohen Gebirgszugs der Sierra de Gredos gut 2 km nördlich des Oberlaufs des Río Tormes. Die Provinzhauptstadt Ávila liegt gut 72 km nordöstlich; die Stadt El Barco de Ávila ist ca. 35 km in westlicher Richtung entfernt. Das Klima im Winter ist kühl, im Sommer dagegen gemäßigt bis warm; die eher geringen Niederschlagsmengen (ca. 595 mm/Jahr) fallen – mit Ausnahme der nahezu regenlosen Sommermonate – verteilt übers ganze Jahr.

## Bevölkerungsentwicklung
| Jahr      | 1857 | 1900 | 1950 | 2000 | 2019 |
| Einwohner | 478  | 515  | 606  | 439  | 383  |

Aufgrund der Mechanisierung der Landwirtschaft, der Aufgabe bäuerlicher Kleinbetriebe und dem damit einhergehenden Verlust an Arbeitsplätzen ist die Einwohnerzahl der Gemeinde seit den 1950er Jahren deutlich rückläufig (Landflucht).

## Wirtschaft
Das wirtschaftliche Leben der Gemeinde ist in hohem Maße agrarisch orientiert – früher wurde Getreide zur Selbstversorgung ausgesät; Gemüse stammte aus den Hausgärten und auch Viehzucht wurde betrieben. Seit den letzten Jahrzehnten des 20. Jahrhunderts spielt der ländliche Tourismus (turismo rural) eine immer bedeutsamer werdende Rolle im Wirtschaftsleben der Gemeinde.

## Geschichte
Obwohl der Ort zum ehemaligen Siedlungsgebiet der Vettonen gehörte, wurden bislang weder keltische, römische, westgotische noch maurische Funde entdeckt. Man muss daher annehmen, dass das hochgelegene Gebiet jahrhundertelang nur als Sommerweide für die Herden der Transhumanten diente und erst nach der Rückeroberung (reconquista) Ávilas im 11. Jahrhundert allmählich besiedelt wurde. Im weiteren Verlauf des Mittelalters und der frühen Neuzeit wurde das Gebiet am Oberlauf des Río Tormes von Piedrahita aus verwaltet.

## Sehenswürdigkeiten

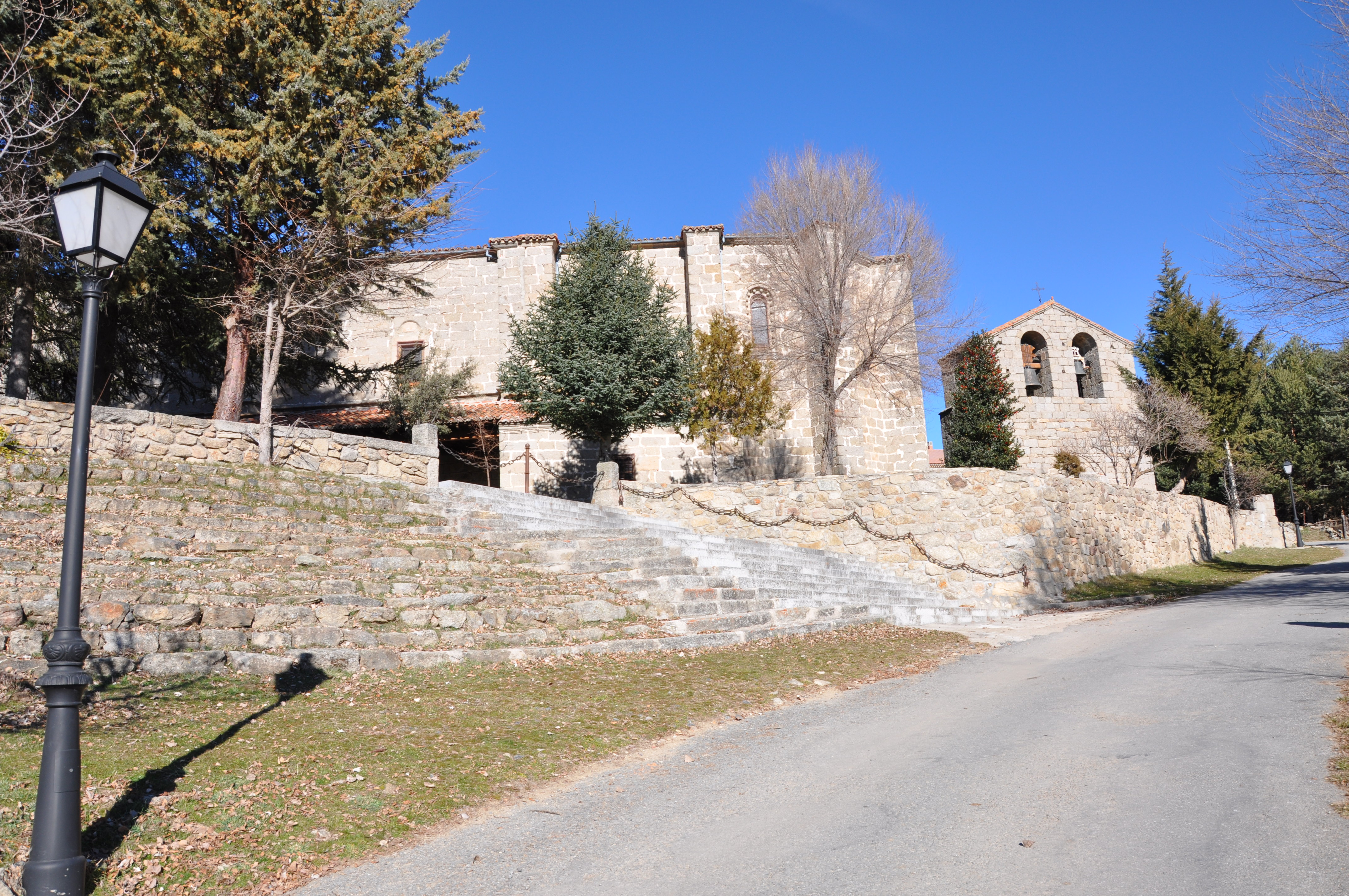
Santuario de Nuestra Señora del Espino

- Die einschiffige Iglesia de la Asunción de Nuestra Señora ist ein äußerlich unauffälliger Neubau aus dem 20. Jahrhundert mit einem trapezförmigen Holzdach im Innern.[4]
- Das ca. 900 m nordwestlich gelegene Santuario de Nuestra Señora del Espino ist der älteste Kirchenbau des Ortes. Es ist ein von einem freistehenden Glockengiebel (espadaña) begleiteter einschiffiger Bau mit Vorhalle (portico) im Stil der Spätgotik aus dem 15./16. Jahrhundert mit durchgehendem Rippengewölbe. Die polygonal gebrochene Apsis wird von einem Sterngewölbe überspannt; sie beinhaltet ein Altarretabel (retablo) im Stil der Renaissance und des Spätbarock mit gedrehten Säulen (Churriguerismus). Weitere Altäre befinden sich an den Außenwänden der Kirche.
- Auf dem Weg zum Santuario steht ein aus nur einem Stein gefertigtes spätgotisches Kreuz, dessen Schaft mit zahlreichen ausgemeißelten Kugeln dekoriert ist.
- An anderer Stelle befindet sich ein bronzenes Denkmal für den Iberischen Steinbock.